# Peking
Peking (eller Beijing; 北京, Běijīng, bokstavligt översatt: ”norra huvudstaden”) är huvudstad i Folkrepubliken Kina sedan den 1 oktober 1949. Peking är ett av Kinas fyra storstadsområden som står direkt under landets centrala förvaltning, vilket ger staden samma administrativa ställning som en provins. De övriga är Shanghai, Tianjin och Chongqing. Den totala folkmängden i det administrativa storstadsområdet uppgick till 19,6 miljoner vid folkräkningen 2010.
Peking grundades för ungefär 3 000 år sedan och blev för första gången Kinas huvudstad år 1153. Därefter har Peking med längre och kortare avbrott varit Kinas huvudstad den större delen av tiden fram till idag.
Peking är Kinas politiska och kulturella centrum, medan Kinas folkrikaste stad, Shanghai, fortfarande kan sägas vara landets ekonomiska centrum i konkurrens med Hongkong. Under hela sin långa historia har Peking utvecklat ett mångsidigt och unikt kulturarv med många kända minnesmärken. På Unescos lista över världens kulturarv finns i Peking och dess närområde Förbjudna staden, Kinesiska muren, utgrävningarna av Pekingmänniskan, Ming- och Qingdynastins kejserliga gravar, Himmelens tempel, Sommarpalatset och Stora kanalen. Andra kända historiska landmärken i Peking är Himmelska fridens torg, Himmelska fridens port, Lamatemplet, Trum- och klocktornen och Konfuciustemplet.
Peking var värdstad för de Olympiska sommarspelen 2008 respektive Paralympiska sommarspelen 2008 och är värd för Olympiska vinterspelen 2022 respektive Paralympiska vinterspelen 2022. Kända landmärken från spelen som finns i norra delen av Peking är Pekings Nationalstadion (Fågelboet) och Pekings Nationella simstadion (Vattenkuben). Majoriteten av idrottsverksamheten ägde rum i Peking även om vissa grenar hölls i andra städer så som fotboll (i Qinhuangdao, Shanghai, Shenyang och Tianjin), ridning (i Hongkong) och segling (utanför kuststaden Qingdao).
Under Olympiska spelen 2022 hölls främst tävlingar i isidrotter (såsom konståkning och curling) i Peking, medan traditionella alpina grenar ägde rum i Yanqing, och snöidrotter (såsom skidskytte och backhoppning) i Zhangjiakou.

## Namn
Peking har under sin historia haft en rad olika namn. Då staden först omtalades inledningen av Västra Zhoudynastin (1045 f.Kr–770 f.Kr) benämndes den Ji 蓟 eller Jicheng 蓟城. Någon gång under Västra Zhoudynastin blev staden residens i feodalstaten Yan (燕) "svala".
Under Suidynastin (581–618) kallades staden prefekturen Zhuo 涿郡 och under efterföljande Tangdynastin (618–907) ändrades stadens namn till Youzhou 幽州
År 938–1125 under Liaodynastin användes både det tidigare namnet Yanjing och Nanjing 南京. Notera att detta Nanjing inte är samma stad som dagens Nanjing.
Under Jindynastin (1115–1234) ändrades namnet till Zhongdu 中都 (mittens stad).
Under Yuandynastin (1271–1368) användes inledningsvis namnet Yanjing men efter ombyggnad kallades staden Dadu 大都 (stora huvudstaden) eller Khanbalik (khanens stad) på mongoliska, eller Cambaluc vilket genom Marco Polos reseberättelser blev känt i Europa.
När Mingdynastin (1368–1644) tog makten ändrades stadens namn till Beiping 北平 och 1403 ändrades namnet till dagens Beijing 北京. Från 1928 till 1949 under Republiken Kina användes det tidigare namnet Beiping.
| Namn         | Från år                                   | Dynasti                                                       | Not |
| ------------ | ----------------------------------------- | ------------------------------------------------------------- | --- |
| Ji 蓟        | Ca 1000 f.Kr.                             | Västra Zhoudynastin                                           | Alternativt Jicheng 蓟城 |
| Yanjing 燕京 | Ca 311–279 f.Kr. Etablerades av Kung Zhao | De stridande staterna                                         | Parallellt alternativt namn som använts under många dynastier Alternativt uttal Yenkin                                             |
| Zhuo 涿      | 581                                       | Suidynastin                                                   | Alternativt Zhoujun 涿郡 |
| Youzhou 幽州 | 618                                       | Tangdynastin                                                  | - |
| Nanjing 南京 | 938                                       | Liaodynastin                                                  | Inte att förväxla med dagens Nanjing. Även kallat Yanjing.                                                                         |
| Zhongdu 中都 | 1153                                      | Jindynastin                                                   | - |
| Dadu 大都    | 1272                                      | Yuandynastin                                                  | Khanbalig på mongoliska Cambaluc enligt Marco Polo                                                                                 |
| Beiping 北平 | 1368                                      | Mingdynastin                                                  | - |
| Beijing 北京 | 1403                                      | Mingdynastin Qingdynastin Republiken Kina Folkrepubliken Kina | Under Qingdynastin även kallad Jingshi 京师 1928 till 1949 användes det tidigare namnet Beiping. Senare alternativt uttalat Peking |

Enligt det idag vanligaste transkriberingssystemet, hanyu pinyin, skrivs stadens namn Běijīng, vilket i viss mån också påverkat svenskt språkbruk. Flera andra länder i Europa, bland andra Storbritannien, har redan officiellt ändrat sin benämning av staden från Peking till Beijing. Namnet Běijīng betyder "nordlig huvudstad", medan Nánjīng, en stad längre söderut i landet, betyder "sydlig huvudstad". Dōngjīng, "östlig huvudstad", visar på kinesisk förebild till namnet Tōkyō. I perioderna under 1900-talet, då Běijīng inte var rikshuvudstad, bar den namnet Beiping (Peiping). 
I Nordkina och i standardkinesiska är uttalet Běijīng. (Tonemtecknen betyder fallande, och därefter stigande tonfall på e:et, och högt oavbrutet tonfall på i:et).
Romaniseringen (det transkriberade stavningssättet) Peking uppstod med franska katolska missionärer sent på 1600-talet, och återger ganska väl dåtidens uttal. Det var också den transkribering som användes i den officiella kinesiska postkartan som fastlades i slutet av Qingdynastin och användes långt in på 1900-talet.
Det var den gången särskilt jesuiternas anknytning till det kejserliga hovet både under Ming- och Qing-dynastierna som gjorde det kinesiska samhället och kulturen känd i Europa. Detta var innan det skedde en ljudförskjutning i uttalet av mandarin från [kʲ] till [tɕ] ([tɕ] återges i pinyintranskription som j, som i Beijing). Detta går senare igen i en rad språk (som på franska (Pékin), italienska (Pekino), spanska (Pekín), portugisiska (Pequim), litauiska (Pekinas), bulgariska, ryska, serbiska, nederländska, tyska, ungerska och polska). 
I dag finns det likheter med stavningssättet Peking och uttalet på kantonesiska som pratas i Sydkina där Peking uttalas "bakging", [bak1ging1].

## Historia

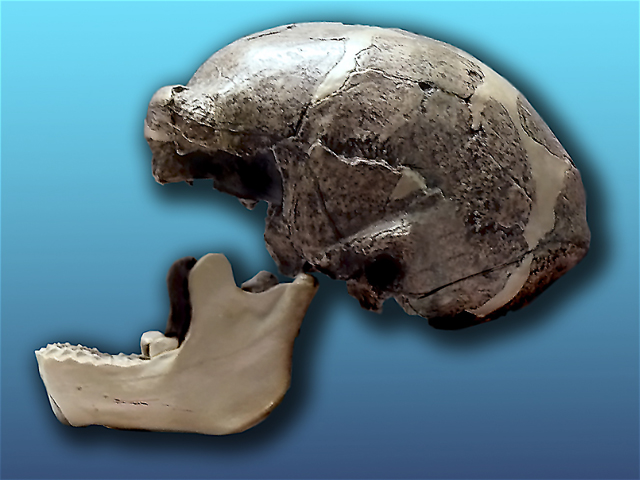
Homo erectus pekinensis, modell av ett kranium funnet år 1929.

### Förhistorisk tid

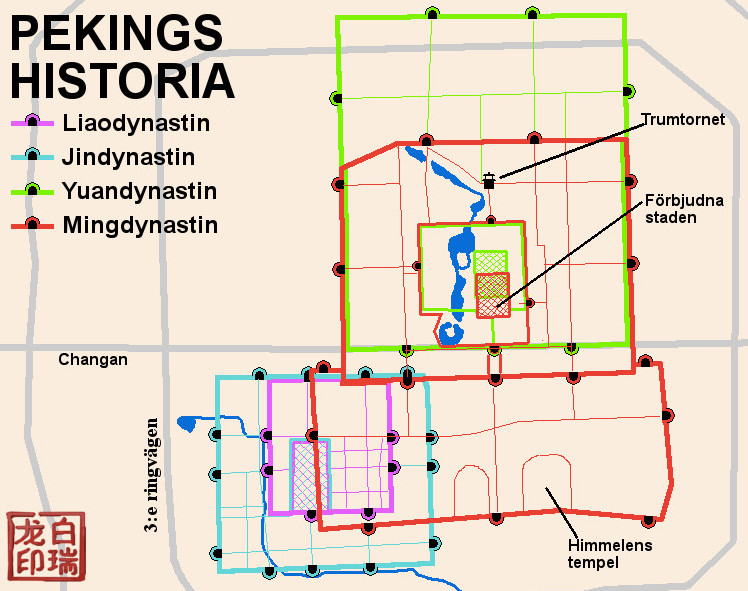
Karta som visar hur Beijings layout har förändrats genom historien

På platsen där Peking nu ligger levde för 500 000 till 230 000 år sedan en variant av människoarten Homo erectus – Homo erectus pekinensis, även kallad Pekingmänniskan. Kvarlevorna blottlades under 1920- och 1930-talet i Zhoukoudian, 50 kilometer sydväst om Peking. Johan Gunnar Andersson vid Uppsala universitet arbetade i området under flera år och tillsammans med ett antal arkeologer och paleontologer – däribland amerikanen Walter Granger, österrikaren Otto Zdansky och den franske jesuiten Pierre Teilhard de Chardin – spelade han en viktig roll i ta fram och tolka fynden. 
På fyndplatsen hittades verktyg av sten och skelett, liksom ett mycket tjockt lager aska vilket tyder på att eld använts. Platsen är sedan 1987 antagen på Unescos världsarvslista. Fortfarande pågår ett vetenskapligt arbete på platsen och på senare tid (2005) har intressanta fynd gjorts.
Vid Pekings centrala gata Wangfujing hittades 1996 lämningarna efter en by från Paleolitikum (äldre stenåldern) och fynden uppskattas vara 24 000 till 25 000 år gamla. Fynden hittades 11-12 meter under dagens marknivå vid byggnationen av Oriental Plaza. En yta av 892 kvadratmeter grävdes ut under åtta månader och fynden visas nu för allmänheten i Wangfujing Paleolithic Museum.

### Före kejsartiden
Stadens existens kan följas så långt tillbaka som till Västra Zhoudynastins tid (1045 till 770 f.Kr.). Det dåvarande namnet för staden, Ji 蓟, nämns i en skriftlig källa från 1000 f.Kr.. Ji var då en viktig plats för handel med mongolerna, sydkoreanerna och med de olika stammarna från Shandong samt centrala Kina. Ursprungligen var Ji en stadsstat men blev snart en del i feodalstaten Yan.
Någon gång under Västra Zhoudynastin blev Ji huvudstad i staten Yan och kallades därför ävenYanjing (燕京,Yan-huvudstaden). Detta namnet, som staden också bar under en del av den tidiga kejsartiden, lever fortfarande kvar i befolkningens medvetande. Yanjing står lokalt för både en värdigt kulturnamn och som ett populärt ölmärke, för övrigt Kinas största.
Den allra äldsta stadsbebyggelsen i Pekings närområde var Yandu (燕都) vars ruiner finns i Fangshandistriktet 43 km sydväst om centrala Peking. Yandu uppfördes runt 1000-talet f.Kr. och var feodalstaten Yans första huvudstad.

### Peking under Jindynastin
Efter att Jindynastin erövrat staden år 1125 byggdes den ut till ungefär dubbla dess storlek. Staden expanderades år öster, väster och söder, men det kejserliga palatset från Yanjing återanvändes. Delar av sydvästra stadsmuren från denna tid finns fortfarande i dag synlig. Se: 39°51'N 116°19'O. Staden blev år 1153 huvudstad för Jindynastin och byter namn till Zhongdu 中都. År 1215 totalförstörs staden av mongolernas Djingis khan vid Slaget om Zhongdu.

### Peking under Yuandynastin
Grunden till Pekings stadsplan lades under Yuandynastin, under vilken Kina utgjorde en del av det mongoliska väldet. Under Yuandynastin byggdes en stadsmur runt staden. Denna stadsmur är identisk med dagens  Andra ringvägen, men med ett viktigt undantag: den nordliga stadsmuren följde under Yuandynastin Tuchenglu (traditionell kinesiska: 土城路; förenklade kinesiska: 土城路; hanyu pinyin: Tuchéng Lù), och befann sig därmed cirka fyra kilometer norr om den Andra ringvägen. Detta nordliga område utgjordes under Yuandynastin av ett gränsområde på vilket mongoliska ger restes för besökande mongoliska stammar.

### Peking under Mingdynastin
I samband med att Yongle-kejsaren flyttade Mingdynastins huvudstad till Peking år 1421 bestämdes det att staden skulle flyttas i sydlig riktning. Den norra stadsmuren flyttades från sin ursprungliga position vid Tuchenglu till dagens position vid den Andra ringvägen. Det nordliga området omedelbart söder om dagens Tuchenglu hade under den senare delen av Yuandynastin och den inledande perioden av Mingdynastin varit folktomt och därmed svårförsvarat. Detta var anledningen till att stadens position nu modifierades i sydlig riktning.

### Peking under Qingdynastin

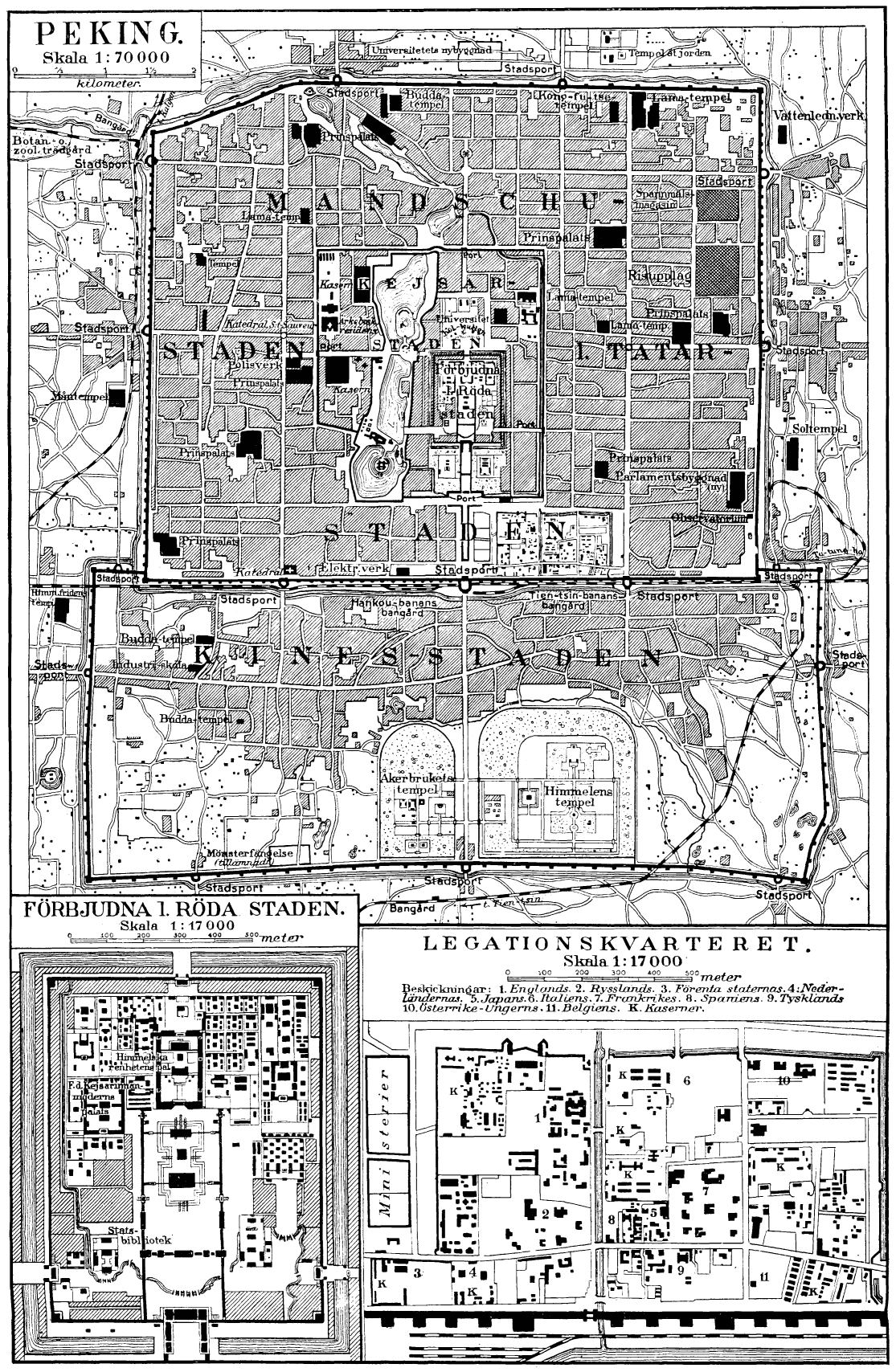
Peking omkring 1916

Peking bestod under denna tidsperiod av två städer (se karta), åtskilda genom en nio meter hög och mycket bred mur. Norr om denna mur låg Manchu- eller Tatarstaden, även kallad den Inre staden (Neicheng), söder därom den Kinesiska staden eller den Södra staden (Nancheng), även kallad den Yttre staden (Waicheng). Tatarstaden, som var den äldre stadsdelen, hade rektangulär form och omslöts av en 23 720 meter lång mur, 13–14 meter hög, 20 meter bred vid basen och 16–17 meter bred vid toppen och genombruten av nio stadsportar, av vilka tre gick till den kinesiska staden, över portarna och i de fyra hörnen fanns 30 meter höga paviljonger.
Även den kinesiska staden omgavs av en 15 900 meter lång mur, som var av mindre dimensioner (åtta meter hög) och genombruten av sju portar samt prydd med hundratals tempel, kiosker och bönkapell och i varje hörn med paviljonger samt på sidan av varje port med flaggstänger. Den kinesiska staden var likaledes av rektangulär form, men var något längre från öster till väster än tatarstaden. Utanför alla murarna låg breda, vattenfyllda gravar.

#### Tatarstaden
Tatarstaden bestod i sin ordning av tre delar: Tatarstaden i egentlig mening, även kallad Jingcheng (hovstaden), där i princip endast manchuer fick bo och som omfattade de perifera delarna av stadsdelen, Kejsarstaden eller "Den gula staden" (Huangcheng), upptagande mitten av stadsdelen, samt den Förbjudna staden (Zijincheng), som var en del av den förra och som fortfarande finns bevarad.
Kejsarstaden var omgiven med fyra–sex meter höga, 1,6 meter tjocka och sju kilometer långa murar med fyra portar. I Kejsarstaden fanns flera grävda sjöar (över den norra gick den berömda marmorbron) och två uppkastade utsiktshöjder; den ena (Jingshan, utsiktskullen, eller Meishan, "kolkullen") är 66 meter hög, planterad med vackra träd och lämnar en vacker utsikt över omgivningen. Dessa sjöar utgör idag Beihaiparken och Zhongnanhai, där Kinas regering har sitt officiella residens.
Av äldre kinesiska byggnader i kejsarstaden kan nämnas ett lama-tempel, Förfädernas tempel och flera andra, den kejserliga familjens begravningshall och riksarkivet. I den Förbjudna staden, som är omgiven av en 5,8 meter hög röd tegelmur, ligger det kejserliga palatset, bestående av flera särskilda byggnader, i vilkas praktfulla salar "himmelens son" höll sitt hov.
Jingcheng upptog större delen av tatarstaden. I den låg en mångfald tempel, residens för flera av de kejserliga prinsarna och det stora klocktornet med en över 50 ton tung klocka. Palatsens tak var gula, mandarinernas och regeringsbyggnadernas ljusgröna, tempeltaken åter mörkblå, och de stora öppna platserna var belagda med färgade glaserade tegel. I dess sydöstra del står det på Khubilai khans befallning (1279) byggda observatoriet, som sedermera sköttes av de romersk-katolska missionärerna.
I södra delen av denna stadsdel låg legationskvarteret, där efter belägringen av de europeiska beskickningarna under boxarupproret de europeiska makterna uppbyggde befästa legationshotell, och hela kvarteret var omgivet med murar.

#### Den kinesiska staden

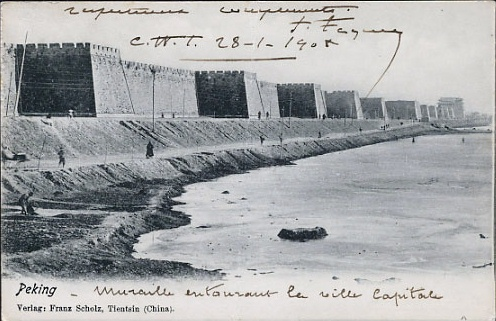
Pekings gamla stadsmur.

Tatarstaden var den förnämligare stadsdelen med de vackraste byggnaderna, bredare och renligare gator, de flesta templen och så vidare. Utanför dess östra, norra och västra vallar låg tempel åt solen, jorden och månen, som ännu finns bevarade. Kinesstaden var däremot handelns och industrins centrum och liknade mer en stor marknadsplats än en stad.
Dock hade även den kinesiska staden några märkliga byggnader, bland annat Himmelens tempel, där kejsaren brukade tidigt på morgonen 22 december på ett öppet altare frambära ett offer till Shang Di och vid perioder av torka eller hungersnöd uppsände böner till samma höga gudomlighet, samt åkerbrukets tempel (väster om det förra), på vars fält kejsaren högtidligen vid vårdagjämningen inledde vårarbetet genom att plöja en fåra.

### Peking under 1900-talet
År 1911 föll kejsardömet i Xinhairevolutionen och revolutionärerna, ledda av Sun Yat-sen, upprättade en provisorisk regering i Nanking. Kejsarhovet gav generalen Yuan Shikai i uppdrag att förhandla med den revolutionära regeringen och som ett resultat av förhandlingarna abdikerade kejsarhuset 1912 och Yuan blev utnämnd till Republiken Kinas förste president med säte i Peking. Den före detta kejsaren Pu Yi fick tills vidare stanna kvar i den Förbjudna staden.
Den nya Kuomintang-regeringen bestämde sig dock för att flytta huvudstaden till Nanjing (Södra huvudstaden) år 1928, varefter Pekings namn ändrades till Beiping (norra friden; även Peiping).
Folkets befrielsearmé erövrade Peking utan strid den 31 januari 1949. Efter Kinas kommunistpartis maktövertagande i Kina och grundandet av Folkrepubliken Kina den 1 oktober 1949, flyttade de nya kommunistiska makthavarna under ledning av Mao Zedong, tillbaka landets huvudstad till Peking. Staden återfick då sitt tidigare namn, Peking (nordliga huvudstaden). 
I samband med kommunisternas maktövertagande på det kinesiska fastlandet, flydde den tidigare Kuomintang-regeringen under ledning av Chiang Kai-shek, och dess armé, till ön Taiwan, där Republiken Kina fortlevde. I Republiken Kina på Taiwan fortsatte man under många år efter 1949 bruket att kalla Peking för Beiping, då man varken erkände den nya regeringen där eller att Peking var Kinas huvudstad. Republiken Kina gör än i dag officiellt anspråk på att representera hela Kina.

## Geografi och klimat
|                                            | Jan | Feb | Mar | Apr | Maj | Jun | Jul | Aug | Sep | Okt | Nov | Dec |
| ------------------------------------------ | --- | --- | --- | --- | --- | --- | --- | --- | --- | --- | --- | --- |
| Normaldygnets maximitemperaturs medelvärde | 1   | 3   | 11  | 19  | 25  | 29  | 30  | 29  | 25  | 18  | 9   | 2   |
| Normaldygnets minimitemperaturs medelvärde | −7  | −4  | 0   | 8   | 13  | 18  | 22  | 20  | 15  | 8   | 0   | −5  |
|                                            |     |     |     |     |     |     |     |     |     |     |     |     |
| Nederbörd                                  | 5   | 5   | 8   | 18  | 33  | 78  | 222 | 169 | 58  | 18  | 10  | 3   |

| Diagram | temperaturer i °C • månadsnederbörd i mm | temperaturer i °C • månadsnederbörd i mm | temperaturer i °C • månadsnederbörd i mm | temperaturer i °C • månadsnederbörd i mm | temperaturer i °C • månadsnederbörd i mm | temperaturer i °C • månadsnederbörd i mm | temperaturer i °C • månadsnederbörd i mm | temperaturer i °C • månadsnederbörd i mm | temperaturer i °C • månadsnederbörd i mm | temperaturer i °C • månadsnederbörd i mm | temperaturer i °C • månadsnederbörd i mm | temperaturer i °C • månadsnederbörd i mm |
|         | 5 1 -7                                   | 5 3 -4                                   | 8 11 0                                   | 18 19 8                                  | 33 25 13                                 | 78 29 18                                 | 222 30 22                                | 169 29 20                                | 58 25 15                                 | 18 8                                     | 10 9 0                                   | 3 2 -5                                   |

### Läge

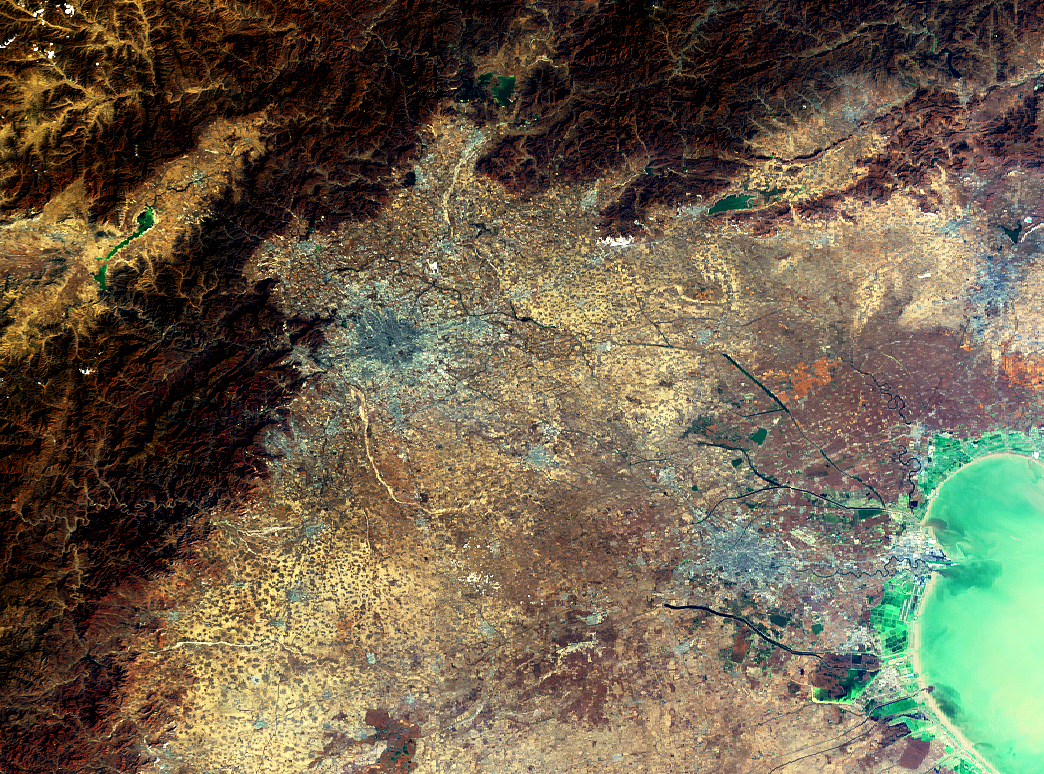
Satellitbild över Peking med omgivningar, oktober 2003.

Peking är beläget 110 kilometer väster om Bohai, den västligaste viken i Gula havet, och är omgiven av provinsen Hebei, som staden tidigare tillhörde. I öster och sydost gränsar Peking även bitvis till Tianjins stadsprovins. Förvaltningsmässigt är Peking en enhet på provinsnivå, och har en areal på 16 410,54 km² vilket är något mindre än Västergötland. Endast 1 368,32 km² (åtta procent) tillhör den egentliga staden, vilket lämnar 15 042,22 km² (92%) som förorter och landsbygd. Staden Peking med de närmaste förortsdistrikten täcker en yta på 7 663,89 km².
Staden ligger i norra kanten av ett tätbefolkat lavaslättlandskap vilket i genomsnitt ligger på en höjd av 63 meter över havet och är halvvägs omgivet av berg framför den mongoliska högplatån. I nord-sydlig riktning är detta område 180 kilometer långt och i öst-västlig riktning över 170 kilometer. Andra större orter inom gränserna för Pekings storstadsområde är Tongzhou, Shunyi, Miyun och Changping. 
Peking är beläget i nordändan av den något triangelformade nordkinesiska slätten som öppnar sig söder och öster om staden. Bergen i norr, nordväst och väst avskärmar staden och den nordkinesiska jordbruksområdet mot ökenstäpperna på andra sidan.
De största vattendragen som flyter genom stadsprovinsen Peking är bifloderna Yongding och Chaobai som båda rinner mot söder och är en del av floden Hai Hes avrinningsområde. Peking är också den norra ändpunkten för Stora kanalen ("Kejsarkanalen"). En stor reservoar har byggts i den övre delen av Chaobaifloden som fungerar som en mycket viktigt färskvattenreservoar för Peking.
Den nordvästra delen av stadsprovinsen, särskilt distrikten Yanqing och Huairou, domineras av Jundubergen, medan de västra delarna inramas av Xishanbergen. Den kinesiska muren, som slingrar sig tvärs genom de norra delarna av området, använde sig av den kuperade bergsterrängen som försvar mot anfall från nomadstammarna från nordligare stäpperna. Dongling i Xishanbergen på gränsen till Hebei är Pekings högsta punkt, med en höjd av 2 303 meter över havet.

## Politik och styre
Den politiska makten i Peking utövas officiellt av stadens folkregering, som leds av den regionala folkkongressen och borgmästaren. Storstadsområdet Peking befinner sig administrativt på provinsnivå, vilket betyder att borgmästaren i Peking är jämställd med guvernörerna i landets övriga provinser. Dessutom finns det en regional politiskt rådgivande konferens, som motsvarar Kinesiska folkets politiskt rådgivande konferens och främst har ceremoniella funktioner. Stadens borgmästare sedan maj 2017 är Chen Jining (tillförordnad borgmästare). 
I praktiken utövar dock den regionala avdelningen av Kinas kommunistiska parti den avgörande makten i Peking och partisekreteraren i regionen har högre rang i partihierarkin än borgmästaren. Partichef sedan maj 2017 är Cai Qi.

### Administrativ indelning
Pekings storstadsområde är indelad i sexton stadsdistrikt. Dessa är i sin tur indelade i totalt 165 stadsdelsdistrikt, 143 köpingar och 35 socknar.
| Karta |             | Distrikt | Kinesiska | Befolkning (2010) | Yta (km²) | Befolknings- täthet (per km²) |
| --- | ----------- | -------- | --------- | ----------------- | --------- | ----------------------------- |
| 2. Dongcheng 1. Xicheng 3. Shijingshan Chaoyang Haidian Fengtai 3 1 2 Mentougou Fangshan Tongzhou Shunyi Changping Daxing Pinggu Miyun Yanqing Huairou |             |          |           |                   |           |                               |
| | Dongcheng   | 东城区   | 919 000   | 40,6              | 22 635    |                               |
| | Xicheng     | 西城区   | 1 243 000 | 46,5              | 26 731    |                               |
| | Chaoyang    | 朝阳区   | 3 545 000 | 470,8             | 7 530     |                               |
| | Haidian     | 海淀区   | 3 281 000 | 426,0             | 7 702     |                               |
| | Fengtai     | 丰台区   | 2 112 000 | 304,2             | 6 943     |                               |
| | Shijingshan | 石景山区 | 616 000   | 89,8              | 6 860     |                               |
| | Tongzhou    | 通州区   | 1 184 000 | 870,0             | 1 361     |                               |
| | Shunyi      | 顺义区   | 877 000   | 980,0             | 895       |                               |
| | Changping   | 昌平区   | 1 661 000 | 1 430,0           | 1 162     |                               |
| | Daxing      | 大兴区   | 1 365 000 | 1 012,0           | 1 349     |                               |
| | Mentougou   | 门头沟区 | 290 000   | 1 331,3           | 218       |                               |
| | Fangshan    | 房山区   | 945 000   | 1 866,7           | 506       |                               |
| | Pinggu      | 平谷区   | 416 000   | 1 075,0           | 387       |                               |
| | Huairou     | 怀柔区   | 373 000   | 2 557,3           | 146       |                               |
| | Miyun       | 密云区   | 468 000   | 2 335,6           | 200       |                               |
| | Yanqing     | 延庆区   | 317 000   | 1 980,0           | 160       |                               |

Färgnyckel
- Innerstaden som tidigare inneslöts av stadsmuren, numera omgiven av Andra ringvägen.
- Stadsområde mellan den andra och  Tredje ringvägen.
- Närförorter sammankopplade med  Sjätte ringvägen.
- Yttre förorter inom stadsgränsen.

## Ekonomi

### Näringsliv

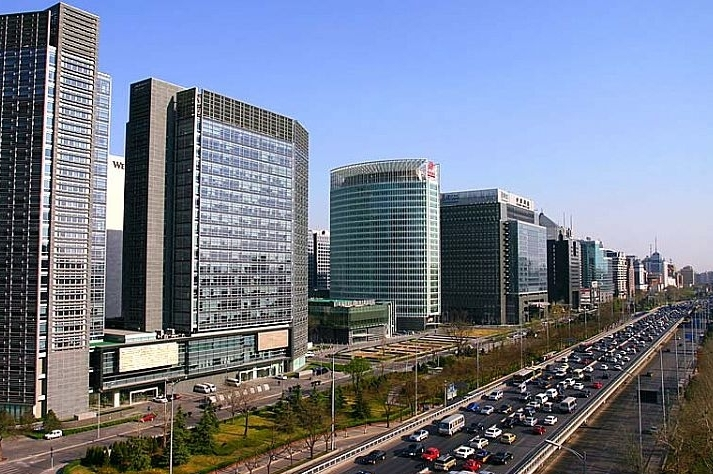
Beijing jinrongjie, Pekings finansiella centrum.

Under 2006 var Pekings nominella BNP på 772,03 miljarder CNY (ca 97 miljarder US-dollar), vilket motsvarade en ökning från föregående år med 12 procent. BNP per capita var 49.505 CNY, en ökning med 8,8% och mer än dubbelt så stor än siffran från 2000. År 2005 kommer Pekings primär-, sekundär- och tertiärindustrier vara värda 9,77 miljarder CNY, 210,05 miljarder CNY respektive 461,63 miljarder CNY. Under 2006 var stadsbornas disponibla inkomst per capita 19.978 yuan, en realökning med 12,9% från föregående år. Motsvarande inkomst för landbefolkningen var på 8.620 RMB per capita, en realökning med 9,6%. Den disponibla inkomsten för 20% av invånarna med de lägsta inkomsterna ökade med 16,7%, vilket är 11,4 procentenheter mer än ökningen för 20% av befolkningen med den högsta inkomsten. 
Bostadsmarknaden och bilindustrin i Peking har varit särskilt snabbväxande. Under 2005 såldes 2604 miljoner kvadratmeter bostadsyta för totalt 175,88 miljarder CNY. Det totala antalet Peking-registrerade bilar i Peking år 2004 var 2.146.000, varav 1.540.000 var i privat ägo (en årlig tillväxt på 18,7%) 
Peking CBD, i och runt Guomao, betraktas som den nya centrala affärsdistrikt i staden. Flertalet företag har sina huvudkontor där och i området finns bostäder med mycket hög standard. 
Pekings gamla finansiella center längs gatorna Fuxingmen och Fuchengmen är fortfarande av stor betydelse. I områdena kring Wangfujing och Xidan finns de största shoppinggatorna. 
Zhongguancun, känd som "Kinas Silicon Valley", är ett viktigt centrum för elektronik- och dator-relaterade industrier samt för läkemedelsforskning. Yizhuang, sydost om stadsområdet, är på väg att bli ett nytt centrum för läkemedel, IT och materialingeniørkunst. 
Peking är också känt för att vara ett centrum för piratproduktion av allt från märkeskläder till de senaste DVD-skivorna som bortslumpas runtom i staden till främst besökande utlandskineser och turister. Staden är också världsledande inom produktion och distribution av melamin och melaminrelaterade produkter (ammelin, ammelid och cyanursyra.
Det finns ett flertal större marknader i Peking såsom Sidenmarknaden, Yashow klädmarknad, Maliandao temarknad, Panjiayuan antikmarknad  och Pekings glasögonstad.
Bland större industrier, kan nämnas Shijingshan, som ligger i stadens västra utkant. Jordbruksproduktionen utanför tätorterna har vete och majs som primära grödor, liksom en omfattande odling av grönsaker. 
Över två miljoner arbetstagare i stadsprovinsen är sysselsatta inom industrin. Det vidareförädlas livsmedel och tillverkas kläder, bomullsmaterial, syntetiska tyger, papper, smörjmedel, elektroniska produkter och mycket annat. Byggnadsindustrin började växa på allvar som en följd av Deng Xiaopings  reformer från 1978, och sysselsätter omkring 700 000 byggnadsarbetare. 
Peking har blivit alltmer känt för sina innovativa entreprenörer och snabbväxande nyetableringar. Denna kultur har ekonomisk uppbackning från ett stort antal kinesiska och utländska investeringsfirmor, till exempel Sequoia Capital, vars kinesiska huvudkontor återfinns i Chaoyang-distriktet i Peking. Shanghai betraktas alltjämt som Kinas ekonomiska centrum, men detta beror främst på grund av det stora antalet företag som har sina huvudkontor där och mindre på att det är Kinas center för entreprenörskap.

### Transporter

#### Flyg

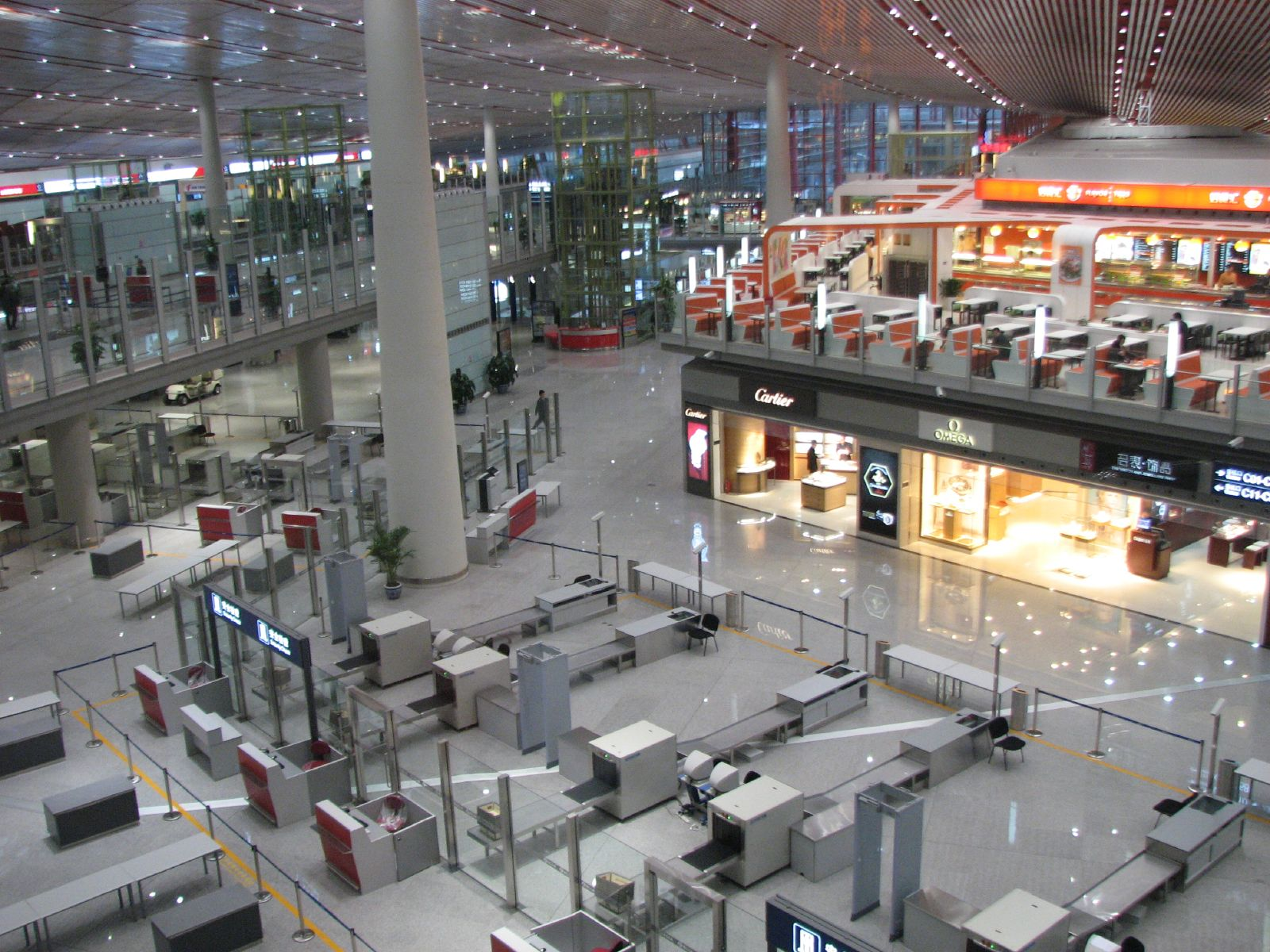
Terminal 3 i Pekings internationella flygplats

Pekings internationella flygplats ligger i Shunyi, cirka 20 kilometer nordost om Pekings centrum och hade 78 miljoner passagerare 2011, med 517 584 avgångar och ankomster. Flygplatsen har direkt motorvägsförbindelse till Pekings centrum och kapaciteten har utökats sedan Olympiska sommarspelen 2008 med bland annat ytterligare en motorväg och en linje i tunnelbanenätet. Nästan alla stadens internationella avgångar avgår från denna flygplats och likaså de flesta och viktigaste inrikesturerna. När flygplatsens tredje terminal, Terminal 3, öppnade i mars 2008 var detta världens största flygplatsterminal. Söder om Peking pågår sedan 2014 uppbyggnaden av Beijing Daxing internationella flygplats,
En mycket mindre flygplats är Beijing Nanyuans flygplats. Den ligger endast 15 kilometer söder om centrala Peking i distriktet Fengtai. Den är nyare och relativt liten och har cirka en miljon passagerare (2008).
Andra flygplatser i närheten av staden är Beijing Liangxiang, Beijing Xijaio, Beijing Shahe och Beijing Badaling. Dessa flygplatser är först och främst militärflygplatser.

#### Motorvägar och huvudvägar

Tunnelbanans utbyggnad 1971 - 2018

Peking knyts samman med andra städer via nio motorvägar. Motorvägnätet runt Peking förbättras ständigt och byggs ut. För trafiken i själva stadsområdet finns fem stora ringvägar (dock mer rektangulära än cirkulära) och breda genomgående vägar. Man definierar Pekings stadscentrum som det område som ligger innanför den innersta ringvägen ( Andra ringvägen, någon "första" ringväg finns inte), och Storpeking är det som sträcker sig fram till den  Femte ringvägen.
Liknande Moskva har Peking ett relativt sammanpressat stadscentrumområde, men bostäderna breder ut sig över ringvägarna. Detta har medfört stora trafikproblem och ofta blir det trafikstockning och utbyggnader och fler ringvägar hjälper inte problemen.
I själva staden byggs kollektivtrafiken upp av bland annat nästan ett tusen buss- och trådbusslinjer. Stadens första trådbuss körde 26 februari 1957.
Peking har en tunnelbana. Tunnelbanan byggs ut för fullt och är redan ett av världens största system. Till flygplatsen och city går Airport Express som är en del i tunnelbanans nät.

## Kultur och landmärken
En av de mest berömda platserna i Peking är den Förbjudna staden, det gamla kejsarpalatset som byggdes mellan 1406 och 1420 under Mingdynastin. Söder om den Förbjudna staden ligger Himmelska fridens torg, världens största torg. I mitten av torget ligger Mao Zedongs mausoleum. Väster om torget ligger folkkongressen, Kinas parlament och högsta lagstiftande församling.
Det finns även en hel rad tempel i Peking såsom  Himmelens tempel, Solens tempel, Jordens tempel, Månens tempel, Lamatemplet, Konfuciustemplet, Förfädernas tempel, Jordbrukets tempel och Shejitan.
Strax utanför Peking ligger det Gamla sommarpalatset och det Nya sommarpalatset, båda uppförda under Qingdynastin. Väster om staden finns även Marco Polo-bron från 1100-talet som är en av Pekings äldsta byggnader. Peking är berömt för sin historiska arkitektur, kallad Hutong och Siheyuan. Stora delar av denna arkitektur har under senare år rivits, bland annat i samband med stadens förberedelsearbete för de Olympiska spelen som hölls i staden 2008.

En rad böcker och filmer utspelar sig helt eller delvis i Peking. Bland annat Kejsarinnan Orkidé, Den siste kejsaren, Maos siste dansare och Beijing Bicycle.

Peking
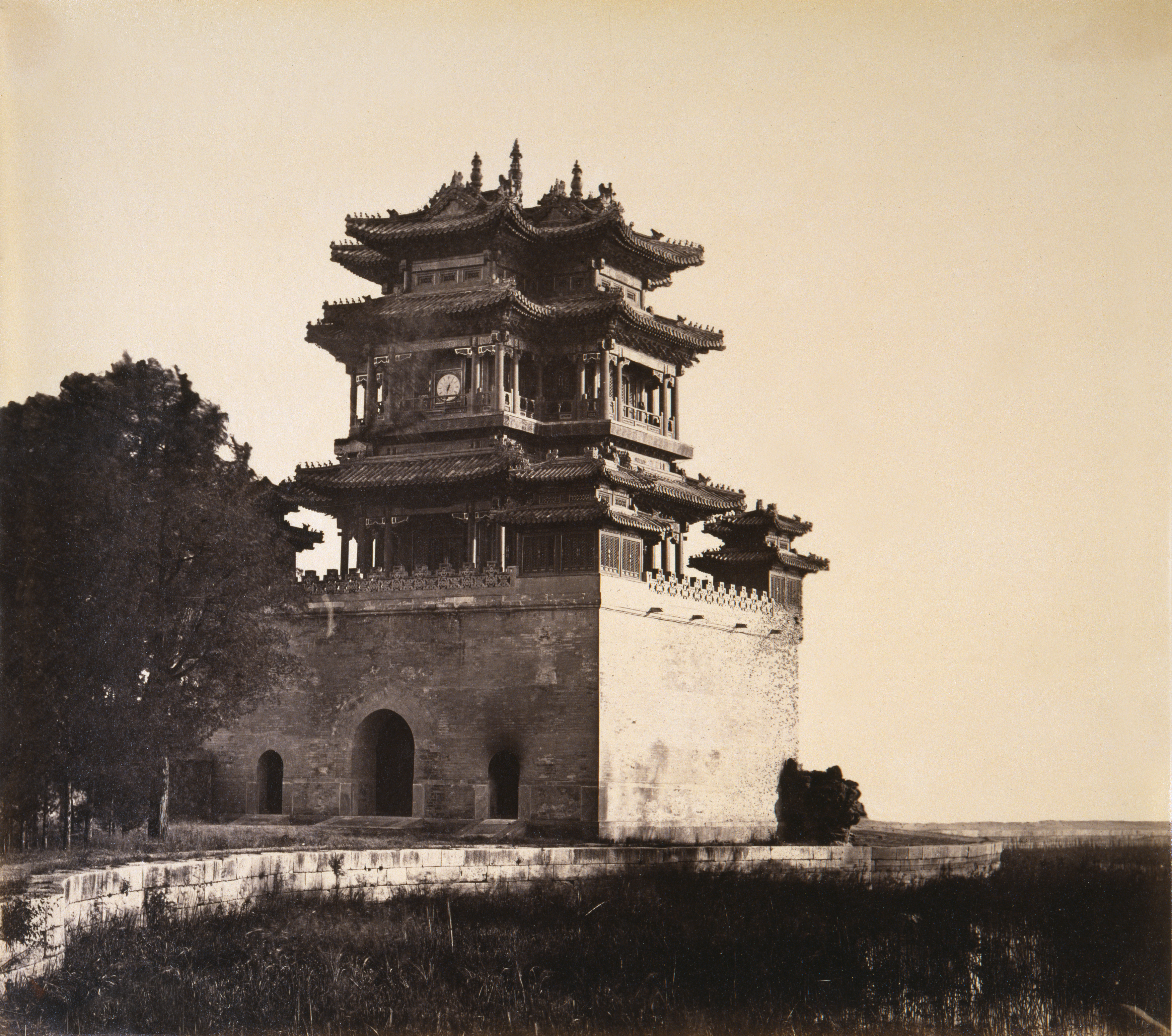
Wenchangpaviljongen i Sommarpalatset (fotograferad av Felice Beato 1860)
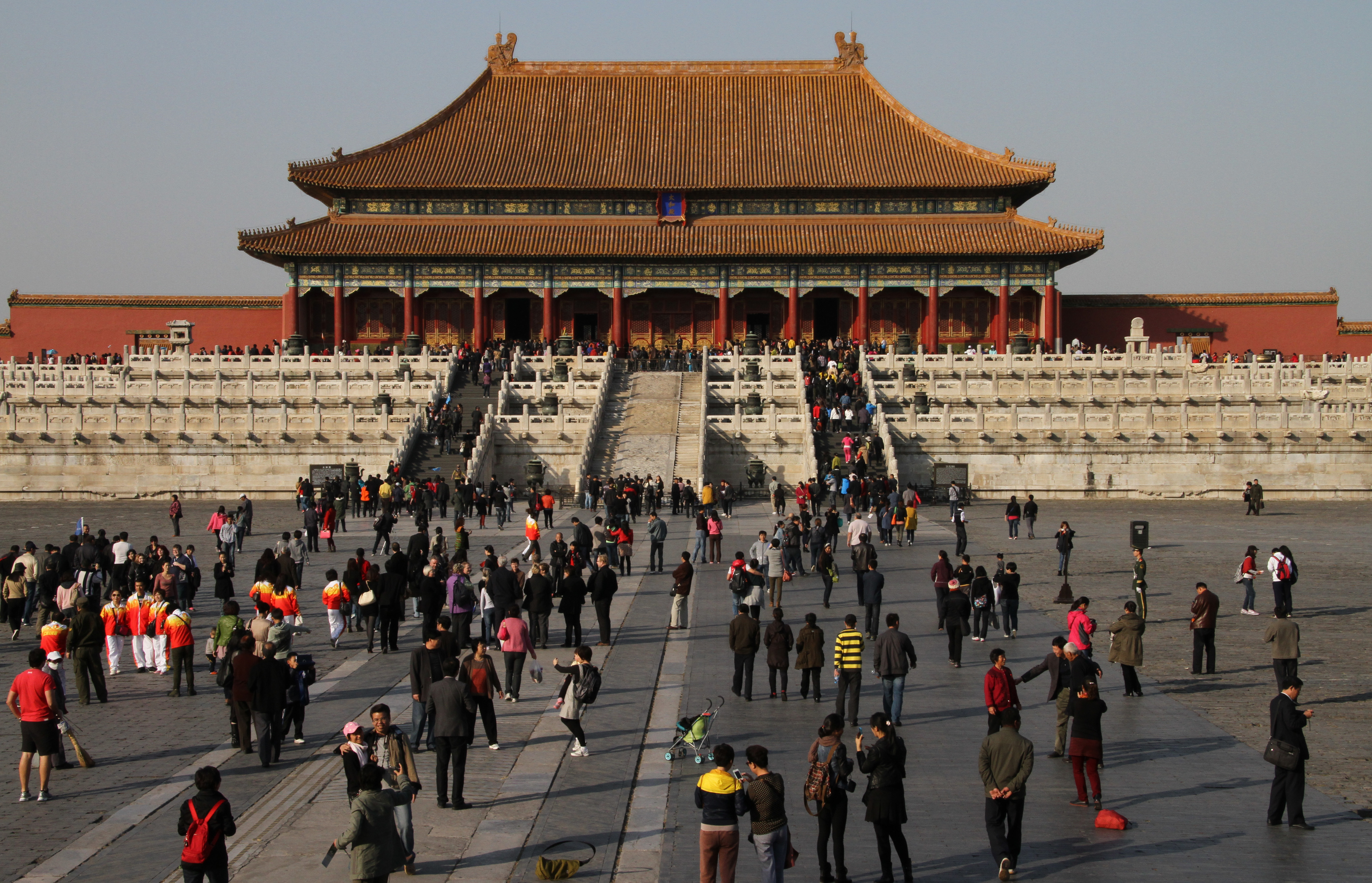
Förbjudna staden
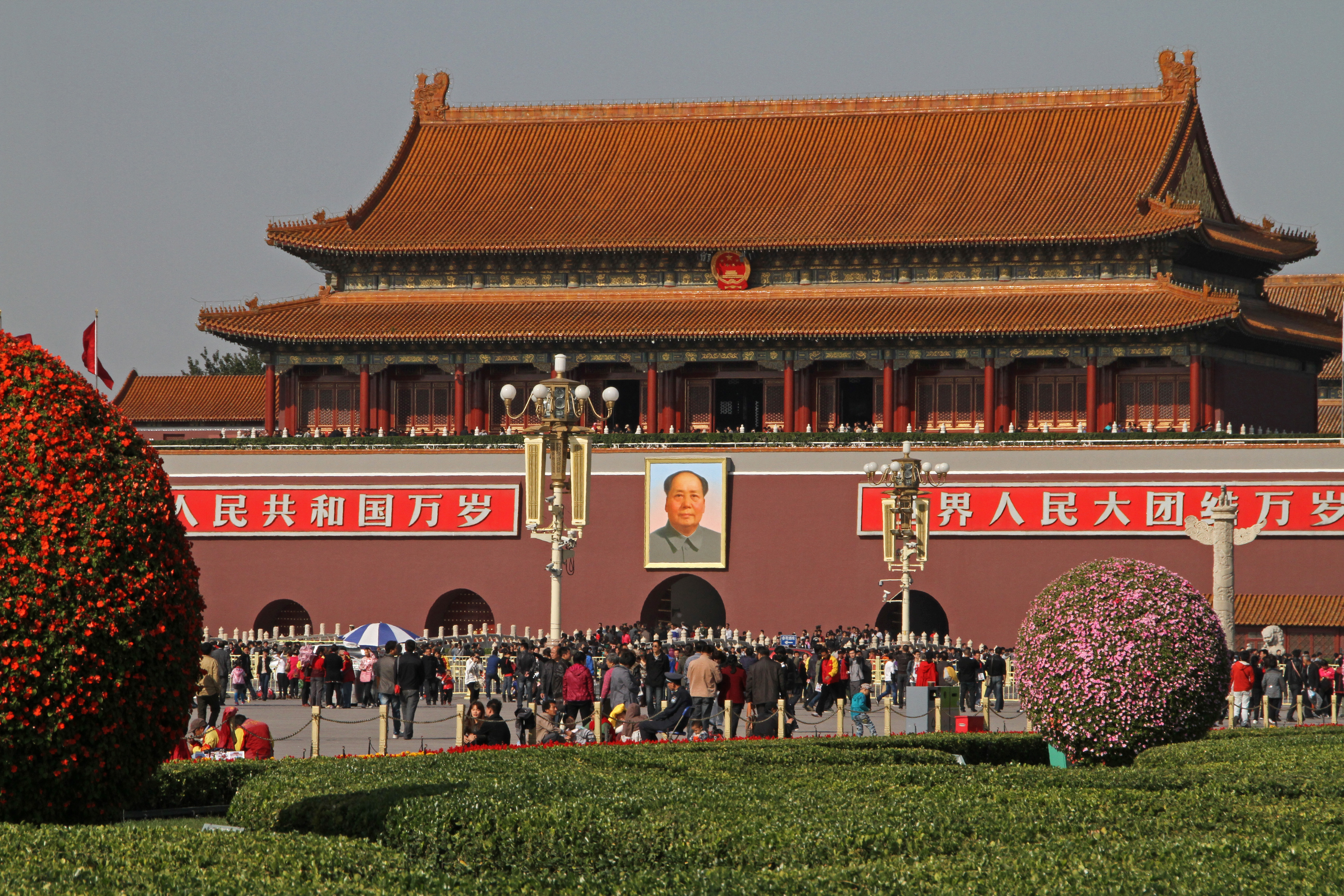
Himmelska fridens torg
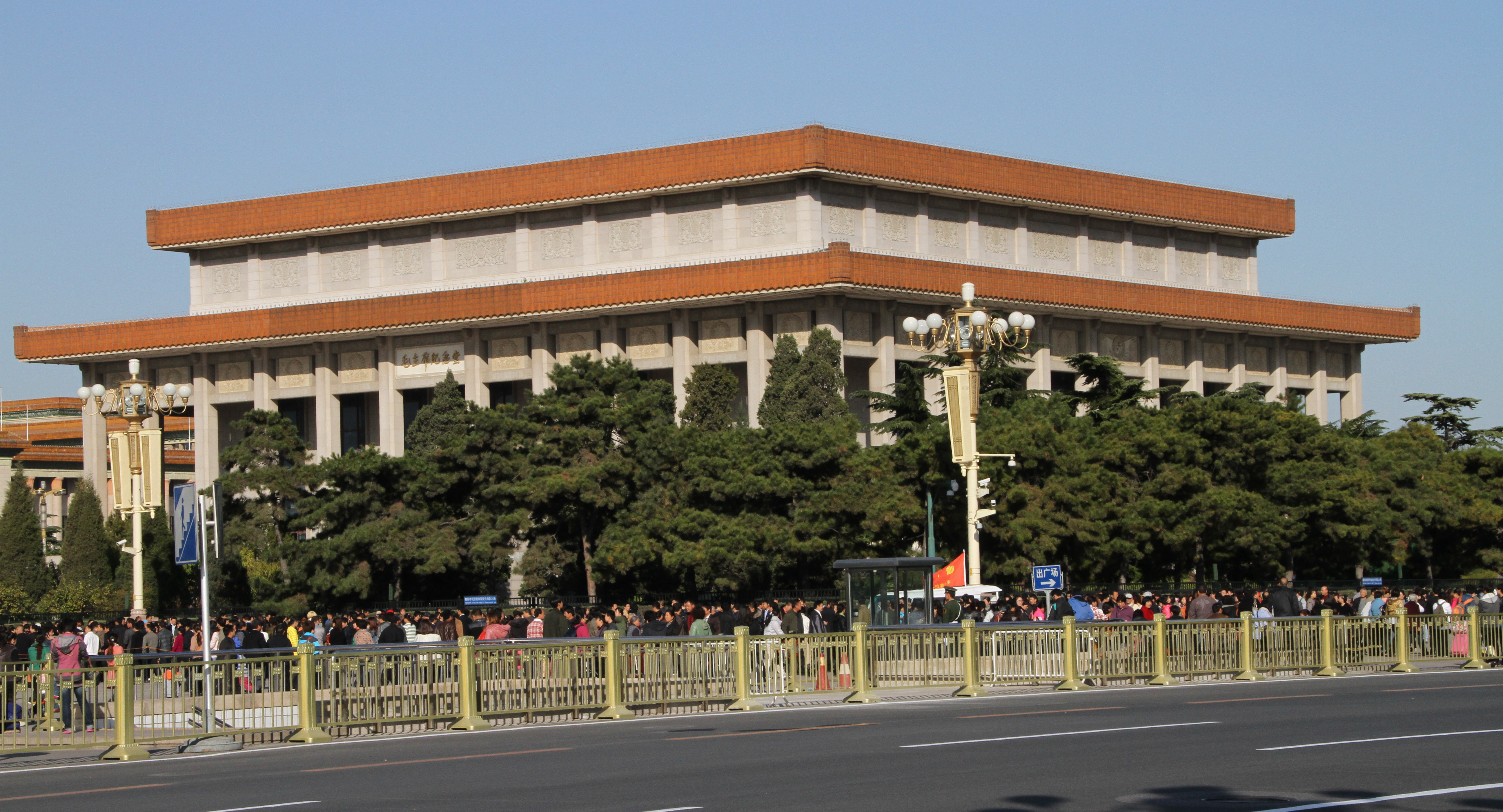
Mao Zedongs mausoleum
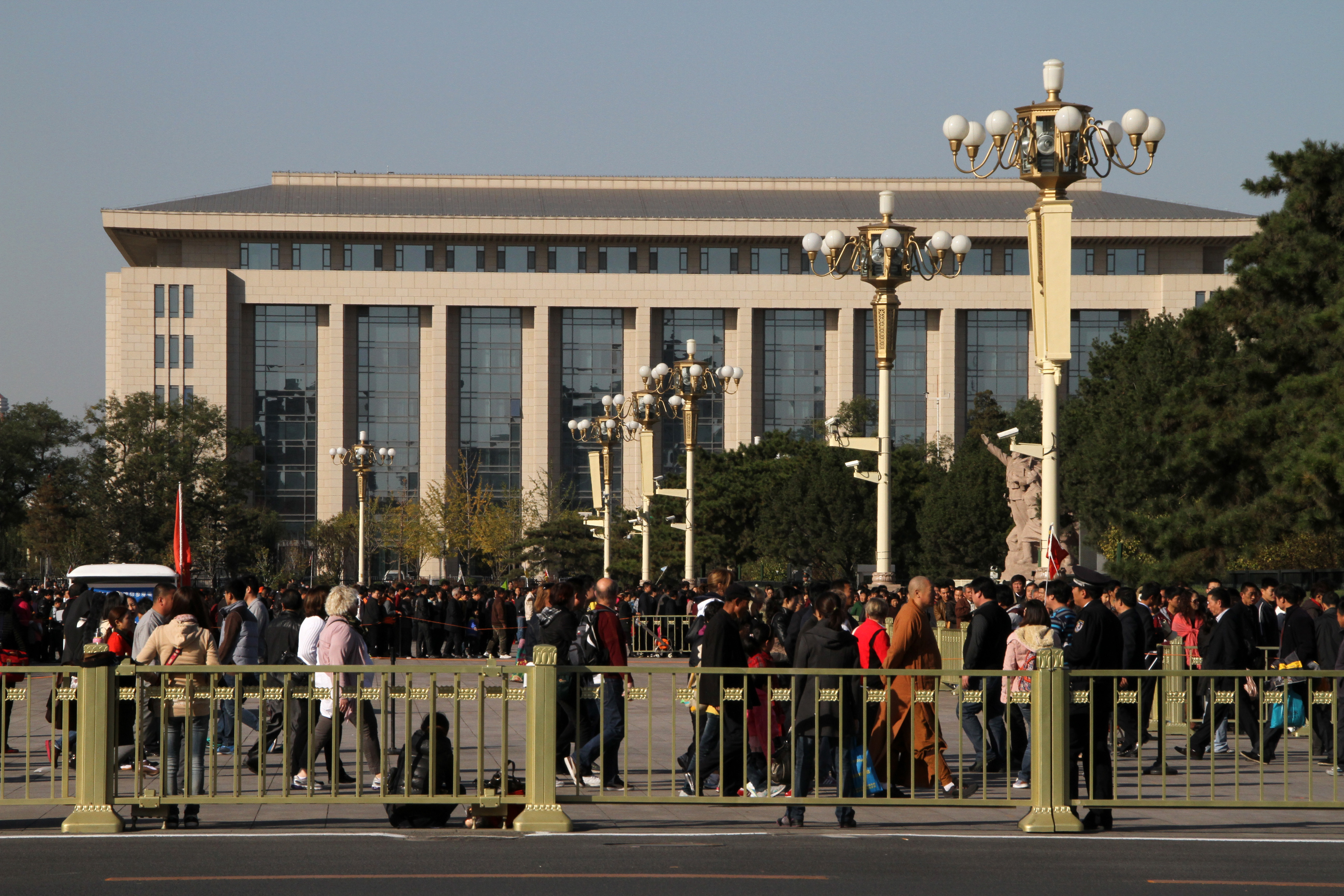
Folkkongressen
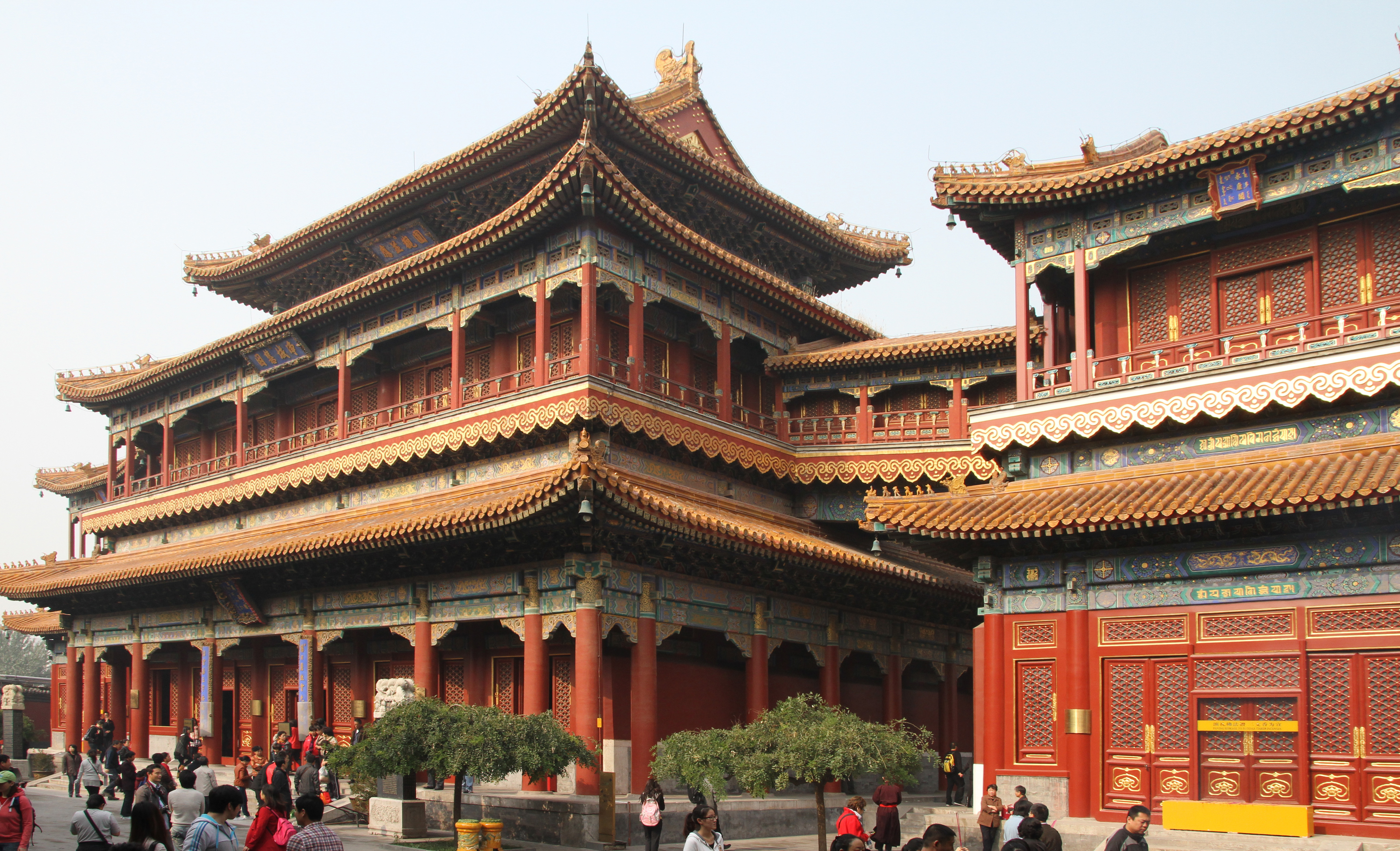
Lamatemplet
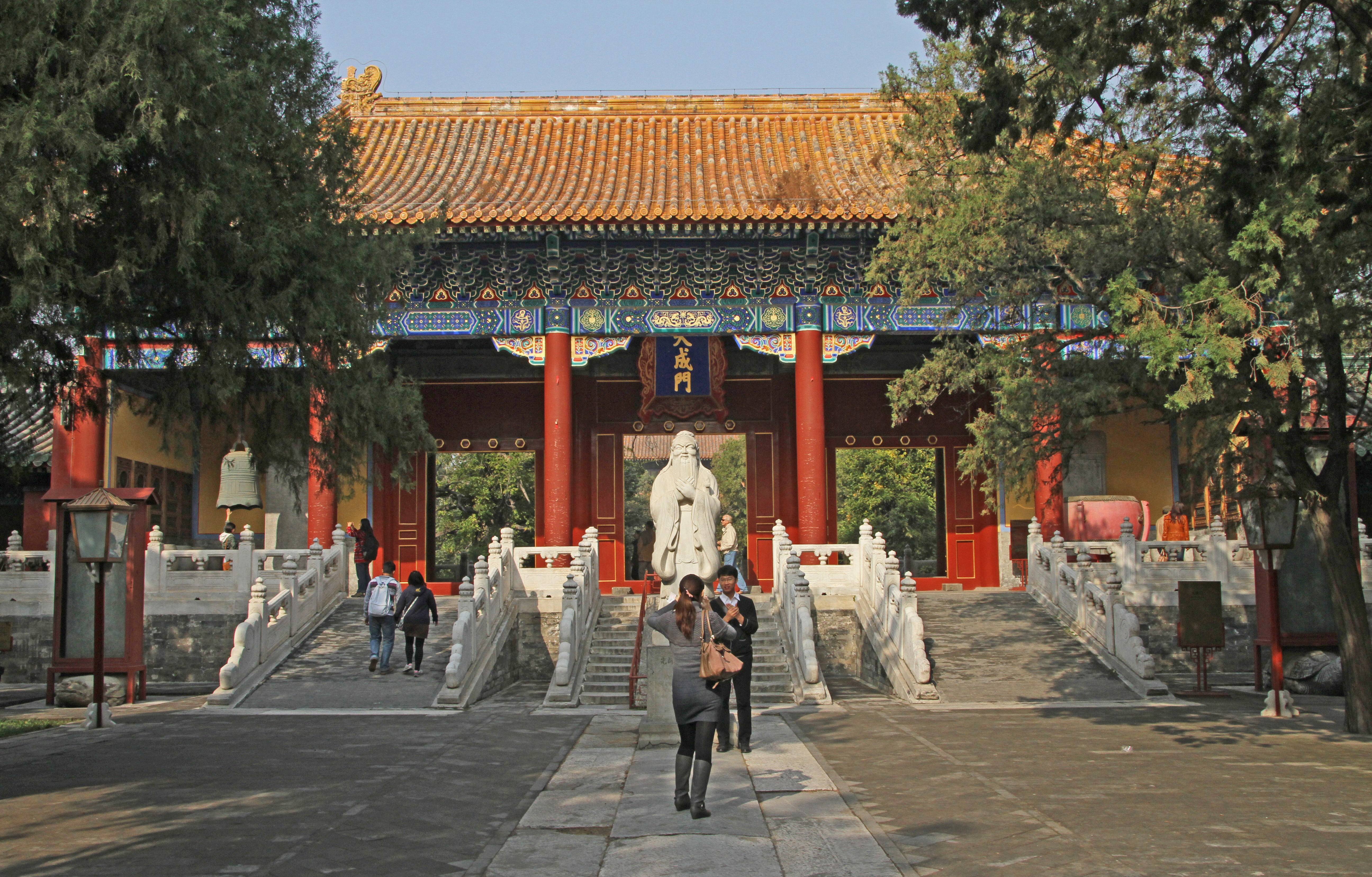
Konfuciustemplet
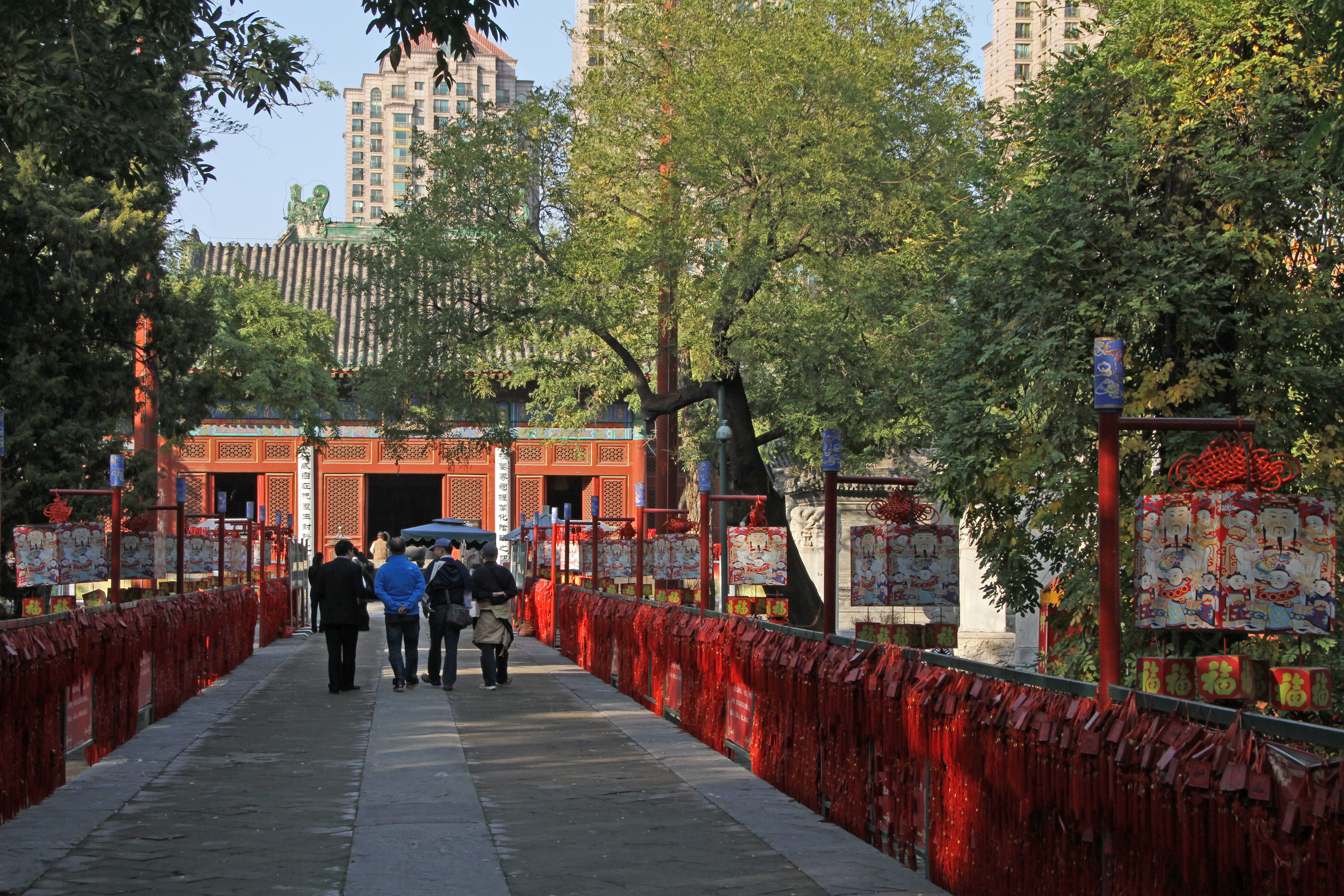
Daotemplet
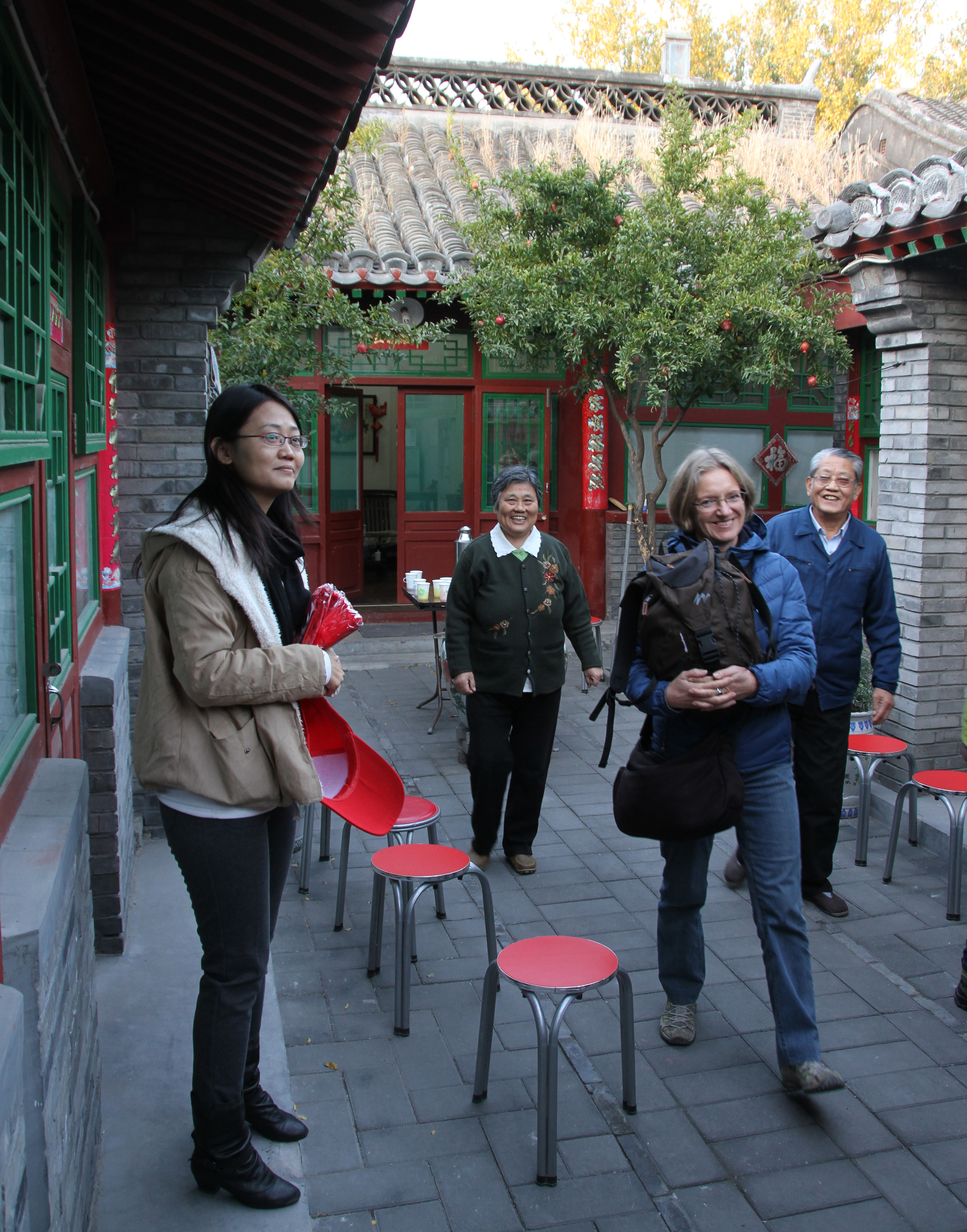
Hutong
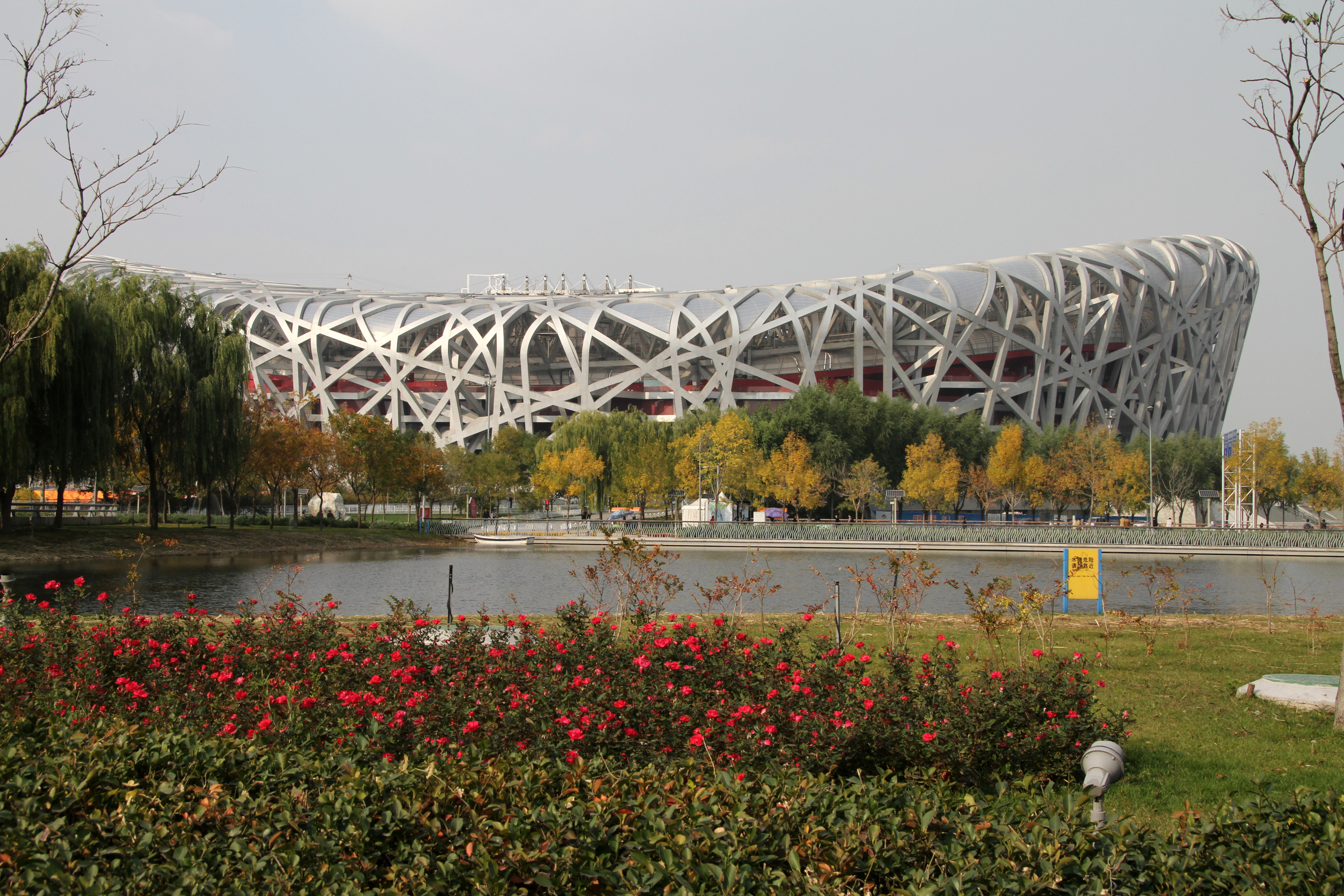
Olympisk stadium

## Vänorter
Peking har följande vänorter:
- Addis Abeba, Etiopien, sedan 2006
- Amsterdam, Nederländerna, sedan 1994
- Ankara, Turkiet, sedan 1990
- Astana, Kazakstan, sedan 2006
- Aten, Grekland, sedan 2005
- Bangkok, Thailand, sedan 1993
- Belgrad, Serbien, sedan 1980
- Berlin, Tyskland, sedan 1994
- Bryssel, Belgien, sedan 1994
- Budapest, Ungern, sedan 2005
- Buenos Aires, Argentina, sedan 1993
- Bukarest, Rumänien, sedan 2005
- Canberra, Australien, sedan 2000
- Doha, Qatar, sedan 2008
- Dublin, Irland, sedan 2011
- Gauteng, Sydafrika, sedan 1998
- Hanoi, Vietnam, sedan 1994
- Havanna, Kuba, sedan 2005
- Helsingfors, Finland, sedan 2006
- Île-de-France, Frankrike, sedan 1987
- Islamabad, Pakistan, sedan 1992
- Jakarta, Indonesien, sedan 1992
- Kairo, Egypten, sedan 1990
- Kiev, Ukraina, sedan 1993
- Köln, Tyskland, sedan 1987
- Köpenhamn, Danmark, sedan 2012
- Lima, Peru, sedan 1983
- Lissabon, Portugal, sedan 2007
- London, Storbritannien, sedan 2006
- Madrid, Spanien, sedan 1985
- Autonoma regionen Madrid, Spanien, sedan 2005
- Manila, Filippinerna, sedan 2005
- Mexico City, Mexiko, sedan 2009
- Moskva, Ryssland, sedan 1995
- New South Wales, Australien, sedan 2012
- New York, USA, sedan 1980
- Ottawa, Kanada, sedan 1999
- Paris, Frankrike, sedan 1997
- Región Metropolitana de Santiago, Chile, sedan 2007
- Rio de Janeiro, Brasilien, 1986
- Rom, Italien, sedan 1998
- San José, Costa Rica, sedan 2009
- Seoul, Sydkorea, sedan 1993
- Tel Aviv, Israel, sedan 2006
- Tirana, Albanien, sedan 2008
- Tokyo, Japan, sedan 1979
- Washington, D.C., USA, 1984
- Wellington, Nya Zeeland, sedan 2006